# Léon-Joseph-Louis Saint-Paul de Sinçay
Léon-Joseph-Louis Saint-Paul de Sinçay, francoski general, * 1883, † 1965.